# Dorfkirche Carzig

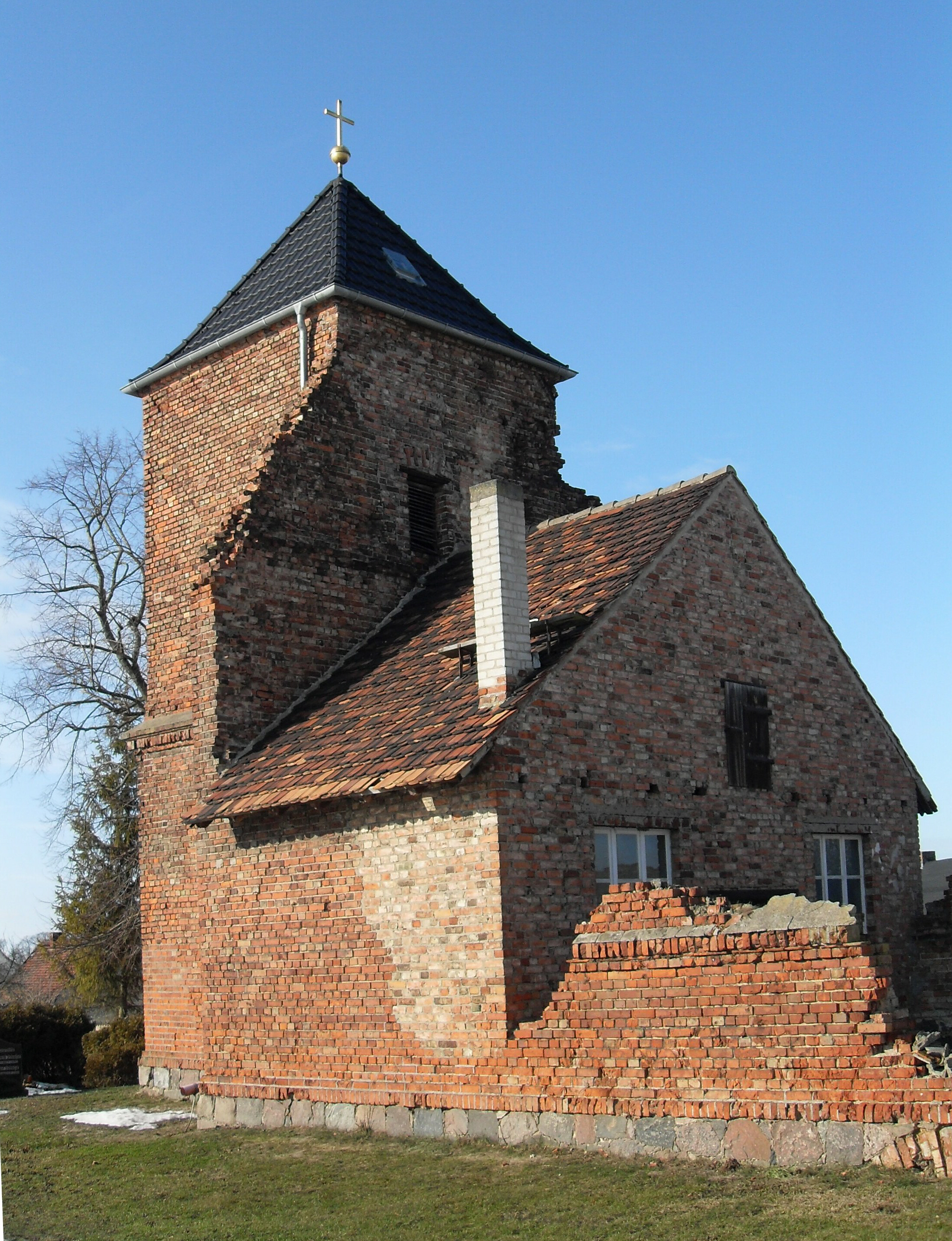
Dorfkirche Carzig

Die evangelische Dorfkirche Carzig war eine neugotische Saalkirche in Carzig, einem Ortsteil der Gemeinde Fichtenhöhe im Landkreis Märkisch-Oderland im Land Brandenburg. Die Kirchengemeinde gehört zum Kirchenkreis Oderland-Spree der Evangelischen Kirche Berlin-Brandenburg-schlesische Oberlausitz. Das Bauwerk ist nach Beschädigungen im Zweiten Weltkrieg eine Ruine.

## Lage
Die Carziger Straße zweigt als zentrale Verbindungsachse von der in Nord-Süd-Richtung verlaufenden Bundesstraße 167 nach Osten hin ab. Sie führt in östlicher Richtung in den Ort. Dort steht das Bauwerk südlich der Straße auf einem Grundstück, das nicht eingefriedet ist.

## Geschichte
Bereits im Jahr 1394 ist in Carzig die Existenz einer Kirche überliefert. Zuvor Pfarrkirche, wurde der Ort nun zur Filialkirche von Niederjesar heruntergestuft. 1405 wechselte die Zuständigkeit erneut, und Carzig wurde Mutterkirche. In der Zeit von 1600 bis 1953 wiederum war der Ort Filialkirche von Podelzig und gehört seit dieser Zeit zu Mallnow. Ein Neubau in neogotischen Formen auf dem Fundament eines Vorgängerbaus entstand in der Mitte des 19. Jahrhunderts auf Geheiß des Kirchenpatronats Eugen von Burgsdorff. Das Amtsblatt der Regierung zu Frankfurt a. d. Oder informiert im Jahr 1842 über eine geplante Erweiterung des Gebäudes und lud hierzu „qualifizierte Bauhandwerksmeister“ ein. Zur Kirchenausstattung zählten ein spätgotischer Flügelaltar, die Maria, Barbara von Nikomedien, Katharina von Alexandrien sowie vier weitere Heiligenfiguren zeigte. Hinzu kam eine Kanzel, die im Stil der Renaissance geschaffen wurde. Diese Ausstattung ging jedoch im Zweiten Weltkrieg verloren.
Im Zuge der Schlacht um die Seelower Höhen wurde auch die Kirche in Carzig am 10. März 1945 gesprengt. Der Ort war zu dieser Zeit bereits evakuiert. Ines Rath von der Märkischen Oderzeitung vermutet, dass es deutsche Soldaten gewesen sein könnten. Sie verweist jedoch darauf, dass es keine Augenzeugen gab, am selben Tag jedoch in Mallnow gesprengt wurde (eine andere Quelle gibt als Datum „um den 20. März“ 1945 an). Bei der Sprengung stürzte der Kirchturm auf das Kirchenschiff und zerstörte den östlichen Giebel sowie die Wände des Langhauses bis auf Höhe der Dachtraufe. Die SMAD erlaubte im Einvernehmen mit dem Ortsbürgermeister der Bevölkerung, Mauersteine für den privaten Hausbau aus der Ruine zu entnehmen. Die Kirchengemeinde nutzte fortan die Dorfschule für den Gottesdienst; die Ruine blieb ungesichert. Im Mai 1957 erhielt sie die beschädigte Glocke zurück. Handwerker begradigten daraufhin den Kirchturm, besserten ihn aus und errichteten einen neuen Glockenstuhl. Im Dezember 1958 konnte sie dort aufgehängt und an Heiligabend 1958 in Betrieb genommen werden. 1960 ersetzten Handwerker das bis dahin provisorisch mit einer Plane abgedeckte Turmdach durch einen Dachstuhl und deckten es neu ein.
Ende 1964 errichteten die Carziger in der Ruine des Kirchenschiffs einen kleinen Gemeinderaum und feierten dort bis nach der Wende alle zwei Wochen den Gottesdienst. 2002 konnte der Kirchturm neu eingedeckt und 2003 mit einer neuen Spitze versehen werden. 2004 gründete sich ein Förderverein, der sich seit dieser Zeit für das Bauwerk einsetzt und zahlreiche kulturelle Veranstaltungen rund um das Bauwerk organisiert. 2006 bauten Handwerker in der Ostwand eine große Fensterfront ein. Hinzu kamen ein elektrischer Anschluss, eine Heizung sowie ein neuer Fußboden. Die Kirche entwickelte sich in den folgenden Jahren zum kulturellen Zentrum des Ortes.

## Baubeschreibung

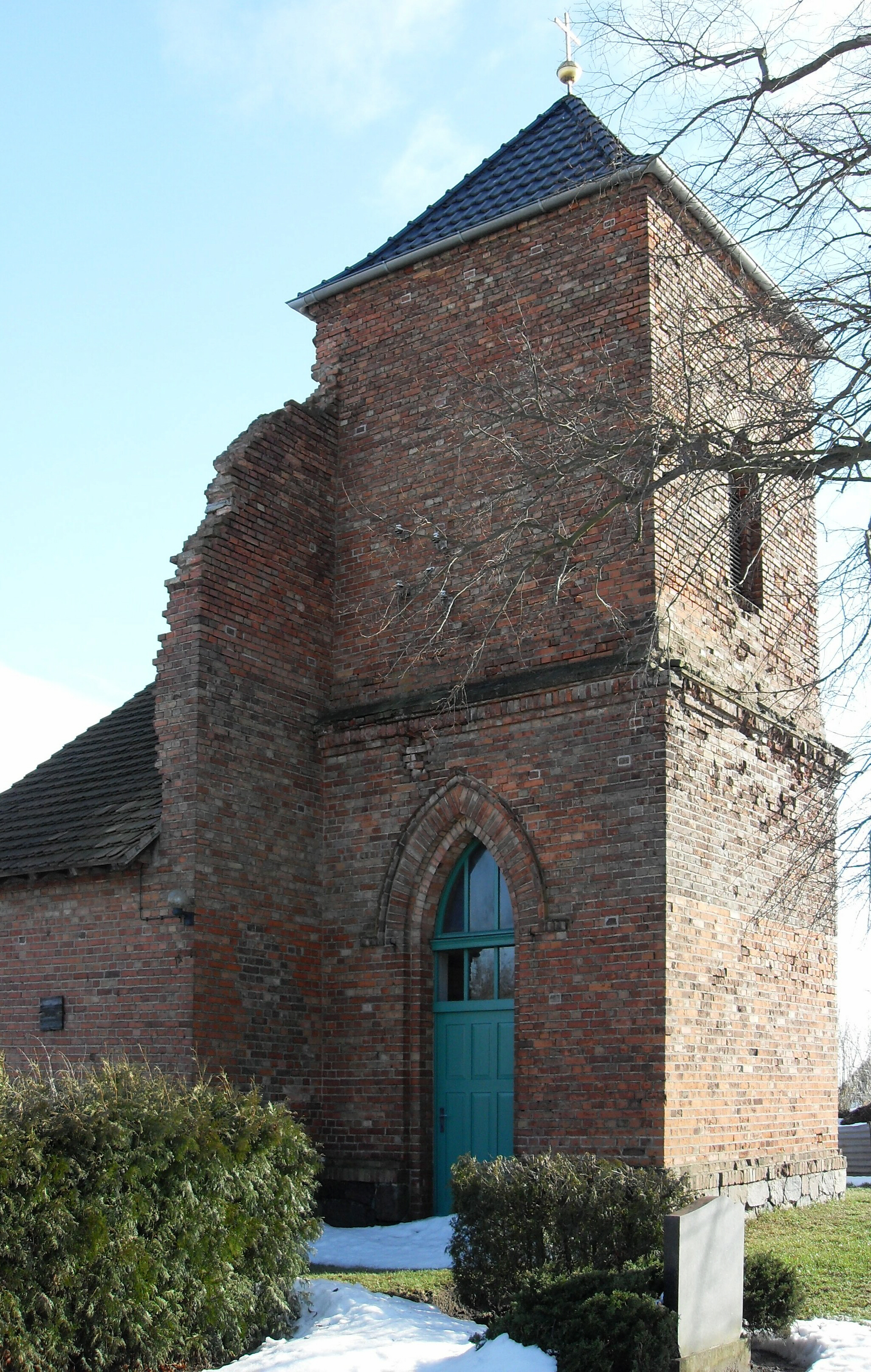
Ansicht von Nordwesten

Das Bauwerk wurde im Wesentlichen aus rötlichem Mauerstein errichtet. Nach den erheblichen Beschädigungen sind nur noch die Umfassungsmauern des Langhauses, sein nordöstlicher Eckpfeiler sowie der stark verkürzte Turm erhalten geblieben. Er hat einen quadratischen Grundriss und ist gegenüber dem Schiff stark eingezogen. Im Erdgeschoss sind keine Öffnungen mehr vorhanden. Im darüberliegenden Geschoss befindet sich nach Westen hin eine spitzbogenförmige Klangarkade. Der Turm schließt mit einem Pyramidendach mit Turmkugel und Kreuz ab. An den Turm schließt sich nach Westen hin eine provisorische Notkirche an, die von der Kirchengemeinde für den Gottesdienst genutzt wird.

## Ausstattung
Von der Kirchenausstattung ist lediglich eine Fünte aus Sandstein erhalten geblieben. Das Werk aus dem Jahr 1887 trägt die Inschrift „Der Kirche zu Carzig gewidmet von H. Schmidt im Juli 1887“. Dazu gehört eine passende Taufschale aus Messing. Ebenfalls erhalten, wenn auch stark beschädigt, ist ein Ölgemälde, das Jesus Christus mit dem Kreuz zeigt. Es kam vor einigen Jahren in die Kirchengemeinde zurück. Die übrige Ausstattung ist neuzeitlich und besteht aus einem hölzernen Kreuz, einem ebenfalls hölzernen Altartisch mit Gestühl sowie ein Harmonium. Im Turm hängt neben einer gusseisernen Gedenktafel ein Porträt, das Eugen von Burgsdorff zeigt.